# كسكن قجق
كسكن قجق (بالفارسية: کسکن قجق) هي قرية تقع في غلستان في إيران. يقدر عدد سكانها بـ 1209 نسمة بحسب إحصاء 2016.